# Svenska Frimurare Orden
Svenska Frimurare Orden, SFMO, är Sveriges äldsta ännu verksamma ordenssällskap och startade i mars 1735. SFMO är en självständig del av det internationella frimureriet och arbetar efter det Svenska systemet. 
Frimureri har rötter i 1600-talets England och Skottland och har till syfte att verka för mänsklighetens förbättring och förädling genom att främja ödmjukhet, tolerans och barmhärtighet samt att visa detta i ord och handling. Svenska Frimurare Orden är reguljär.

## Historik

### Den första tiden

Svenska Frimurare Ordens vapen.

Frimureriet kom till Sverige 1735 och den första kända receptionen genomfördes i greve Axel Wrede-Sparres privatloge den 17 mars detta år. Den förste recepienten var Carl Gustaf Tessin, som vid detta tillfälle erhöll de två första graderna. Det är ont om dokumentation kring det svenska frimureriets första tid, men med hjälp av senare källor kan man läsa att ytterligare två personer antogs under logens första verksamhetsår och därefter, fram till 1738, ytterligare två per år. Under några år syns verksamheten ha varit låg, men 1745–1746 skedde ytterligare receptioner men upphörde sedan.
Från 1752 övergick alla medlemmar inklusive Wrede-Sparre till den nya logen S:t Jean Auxiliaire. Det svenska frimureriet fick bekräftelse och viktigt stöd år 1753 i och med att kung Adolf Fredrik då förklarade sig som högste ledare för alla i Sverige verkande frimurarloger. Mellan 1735 och 1799 recipierade omkring 4 300 män i de svenska logerna. Vid den här tiden erbjöds endast grad I-III, men detta skulle snart ändras. Före 1730-talet var inte frimureriet en särskilt välkänd företeelse i landet, utan det var främst personer som genom sitt yrke eller i utbildningssyfte rest i Europa och därigenom kommit i kontakt med frimurarloger. 
Den officiella beteckningen på det som kom att bli en samlad svensk frimurarorganisation var från 1779/1780 IX. Frimurare Provinsen. Det var först vid mitten av 1937 som den nuvarande beteckningen, Svenska Frimurare Orden, antogs. Av synnerlig vikt för det svenska frimureriet blev de insatser som gjordes av bland andra Carl Friedrich Eckleff, Carl Fredrik Scheffer, Wilhelm Tornérhjelm och hertig Karl.

### Frimureriet byggs på
Carl Friedrich Eckleff var mannen bakom den del av det svenska systemet som innebar att graderna länkades samman. Hittills hade frimureriet i Sverige endast omfattat graderna I-III, men år 1756 upprättade Eckleff en skotsk S:t Andreasloge som fick namnet L'Innocente. Han skapade det så kallade Andreasfrimureriets grader, IV-V och VI. År 1759 instiftade han den första kapitellogen och arbetade fram grad VII-X. Han fungerade sedan som kapitlets ordensmästare fram till 1774 då hertig Karl tog över. Eckleff skapade under sin verksamma tid ett sammanhängande frimureri från grad I-X.

### Hertig Carls reformer

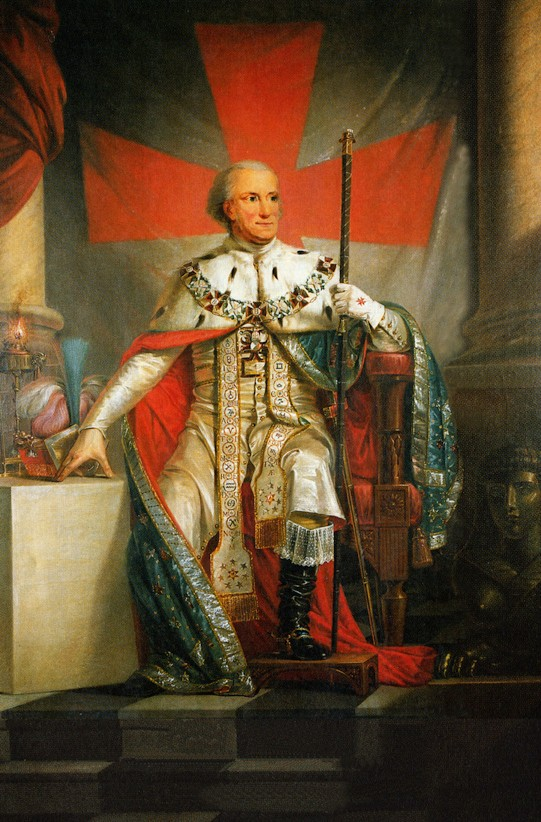
Karl XIII i ordendräkt för ordens stormästare.

Den 7 juni 1774 valdes hertig Karl till ny ordensmästare efter Carl Friedrich Eckleff och den 30 november samma år ersatte han Carl Fredrik Scheffer som ordens stormästare. Han blev snart drivande i arbetet med att revidera och utveckla det så kallade svenska systemet som är i bruk än idag. Tillsammans med bland andra Wilhelm Tornérhjelm arbetade han 1797–1800 med nya ritualer för de så kallade johannes- och andreasgraderna. Parallellt med detta tog man fram ordensstadgarna, Ordens Allmänna Lagar.

### Den kvinnliga adoptionslogen
I Frankrike fanns redan under 1740-talet adoptionsloger för båda könen, där kvinnor, kallade kusiner eller systrar, kunde intas: på 1770-talet fanns ett 30-tal sådana loger i Frankrike. Även i Sverige inrättades en sådan adoptionsloge för kvinnor.
Den 2 maj 1776 invigde den svenska frimurarordens stormästare hertig Karl sin sjuttonåriga maka, Hedvig Elisabet Charlotta till stormästarinna för ett adoptionsfrimureri inom hertig Karls privatloge på Stockholms Slott. Denna loge kallades Le véritable et constante amitié. Invigningen finns förevigad på en tavla av Pehr Hörberg från 1789. Denna adoptionsloges konstitution bekräftades med sigill i Paris den 8 maj 1776 av den franska frimurarordens stormästare hertigen av Orléans, och de franska adoptionslogernas stormästarinna Bathilde av Orléans. Den kvinnliga logen sammanträdde i hertig Karls våning på Stockholms Slott. Frimurarna sammanträdde troligen i mellanplanet eller entresolen ovanför nuvarande Slottskyrkan i sydöstra flygeln på slottet: kvinnornas adoptionsloge sammanträdde innanför hertig Karls Sanctuarium, som var det hemligaste rummet i Karls privatloge och det rum där Charlotta hade invigts i orden.
Hertiginnan utarbetade sin adoptionsloge på svenska i tre grader och en ritual på franska i fem grader efter fransk förebild. I Frimurarordens samlingar finns två olika adoptionsritualer får kvinnor: ett för en "Fruentimmers Frij-mureri-orden" och en för "Damfrimureri eller adoptionsloge". Föregångare i Sverige var Mopsorden för kvinnor vid Lovisa Ulrikas hov, Utile dulci och Tankebyggarorden; enligt dokument i frimurarorden var också Hedvig Charlotta Nordenflycht år 1747 stormästarinna i orden Ordre de la resemblance. Frågan om det fanns kvinnliga frimurare i Sverige måste enligt Kjell Lekeby besvaras med ett ja. Förutom Charlotta själv invigdes Sophie von Fersen och Hedvig Eleonora von Fersen, båda den 7 maj 1776, och Ulrica Catharina Koskull vid okänd tidpunkt. Ytterligare en kvinna, Charlotte Gyldenstolpe, var troligen medlem, eftersom hon vid inträdet i adoptionslogen Gula Rosen 1802 antecknades som redan medlem av frimurarna.
Hertiginnans adoptionsloge räknas som en så kallad anpassad loge för kvinnor inom frimurarna, där medlemmarna hade sina egna ritualer. Det är okänt hur länge denna kvinnliga frimurarloge var verksam: år 1784 skämtar dock frimuraren Elis Schröderheim i ett brev till Gustav III om de kvinnliga frimurarna vid hovet och 1789 frågar Gustaf Adolf Reuterholm ett orakel i Rom "Om vi fortfarande bör inviga systrar i Sverige", något som kan tolkas som att det vid den tidpunkten fortfarande förekom. Hertiginnan antecknar också i sin dagbok att hertig Karl hade låtit henne närvara vid "hemliga sammankomster" under riksdagen 1789 för att utforska det ockulta.
Frågan om de kvinnliga frimurarna arbetade enligt den svenska manliga riten anses komplicerad, men inte trolig. Hertiginnan fick dock rent personligen stor insyn i det reguljära frimureriet genom sin make. Hon mottog de tre första graderna, vilket framgår av det odaterade Concept, som förvaras i Riksarkivet i Stockholm, där hon beskriver de svenska frimureriets första tre grader, som hon alltså hade kunskap om. Skriften antas ha tillkommit omkring år 1800, före instiftandet av en ny adoptionsloge, Gula Rosen. Enligt Carl Adolf Boheman föreslog hertiginnan under en sammankomst i Karls privatloge att adoptionslogens kvinnor borde invigas i männens loge, eller åtminstone få tillgång till den reguljära logens tre första grader. Hertig Karl lät sig övertalas och bad Gustaf Boheman, manslogens sekreterare, att begära ritualböckerna utlämnade av manslogens storsekreterare Wilhelm Tornérhjelm. Informationen gavs till hertiginnan för att hon skulle kunna göra adoptionsritualerna mer begripliga för de kvinnliga frimurarna. Efter att ha läst dem meddelar hon i skriften att orsaken till att kvinnor inte kunde intas i de reguljära frimurarna var på grund av det krigarideal som ingick i riddarväsendet, men att det inte fanns någon orsak till att den övriga kunskapen skulle vara fördold.
År 1802 inrättades ytterligare en adoptionsloge, Gula Rosen, för båda könen. Gula Rosen, och därmed hertiginnan Charlottas loge, upplöstes dock år 1803. Enligt Kjell Lekeby var de kvinnliga frimurarna därmed ett isolerat och tillfälligt experiment i svensk frimurarhistoria.

## Medlemskrav samt mål
Inträdeskraven till Svenska Frimurare Orden är att den sökande är en man, har en kristen bekännelse och har ett gott anseende bland sina medmänniskor samt är minst 21 år fyllda. Vidare krävs att två frimurarebröder ställer upp som faddrar för den sökande. Av faddrarna måste den ena inneha minst sjunde och den andra minst tredje graden.
Svenska Frimurare Ordens mål och syfte är helt öppna och finns i detalj redovisade i Ordens Allmänna Lagar. Även medlemskapet är offentligt. Det inre frimureriska arbetet i Orden, vilket bygger på olika ritualer och ceremonier, är dock inte offentligt.

## Organisation
Ordens verksamhet kan indelas i fyra typer av loger: Johannesloger, Andreasloger, kapitelloger, samt Stora landslogen (Stockholm). Ordens stamhus, det vill säga ordenssällskapets huvudkontor, är beläget i Bååtska palatset i Stockholm. I oktober 2008 hade Orden verksamhet på 102 orter i Sverige och Finland. Orden har drygt 15 000 medlemmar (2022) från skilda samhällsgrupper och yrkeskategorier, fördelade på ett antal loger och brödraföreningar.  I varje loge tjänstgör ett antal ämbetsmän.

### Kapitelloger
- Svea Provinsialloge (Stockholm)
- Skånska Provinsiallogen (Kristianstad)
- Göta Provinsialloge (Göteborg)
- Östgöta Provinsialloge (Linköping)
- Värmländska Provinsiallogen (Karlstad)
- Stor Capitlet i Finland (Helsingfors)
- Mellersta Norrlands Provinsialloge (Härnösand)
- Övre Norrlands Provinsialloge (Umeå)

### Loger och brödraföreningar
På mindre orter upprättas brödraföreningar eller frimurarklubbar. En särställning inom det svenska frimureriet intar forskningslogen Carl Friedrich Eckleff (Uppsala), grundad den 22 november 1997 med syfte att bedriva frimurerisk forskning på vetenskaplig grund. Tillsammans med de övriga nordiska forskningslogerna verksamma inom det svenska systemet av frimureri utger man årsboken Acta Masonica Scandinavica.

## Stormästare
Från mitten av 1700-talet fram till och med Gustaf VI Adolfs död 1973 var Sveriges konung även ordens stormästare. Kung Carl XVI Gustaf önskade emellertid inte bli utnämnd till stormästare utan antog istället uppdraget som Ordens Höge Beskyddare, och stormästaruppdraget övertogs i stället av hans farbror prins Bertil. Efter dennes död har orden haft icke-kungliga stormästare.
| Stormästare                       | Överstormästare/Protektor/Beskyddare | Engelska perioden                        |
| --------------------------------- | ------------------------------------ | ---------------------------------------- |
| -                                 | Carl Gustaf Tessin (1735–1753)       | -                                        |
| Axel Wrede Sparre (1737–1753)     | James Hector McLean (1735–1737), fr. | -                                        |
| -                                 | Greve Darwentwater (1737–1738), fr.  | -                                        |
| -                                 | Hertig d'Antin (1738–1743), fr.      | -                                        |
| Knut Posse (1751–1753)            | Greve Clermont (1743–1758), fr.      | -                                        |
| Carl Fredrik Scheffer (1753–1774) | Adolf Fredrik (1753–1771)            | Charles Tullman, stormästare (1756–1770) |
| -                                 | Carl Fredrik Scheffer 1771)          | -                                        |
| Hertig Karl (1774–1777)           | Gustav III (1771–1792)               | -                                        |
| Hertig Fredrik Adolf (1777–1803)  | Gustav IV Adolf (1793–1811)          | -                                        |
| Prins Karl Gustav (1804–1805)     | -                                    | -                                        |
| Hertig Karl (1805–1811)           | -                                    | -                                        |
| Kronprins Karl Johan              | Karl XIII (1811–1818)                | -                                        |
| Oscar I (1844–1859)               | -                                    | -                                        |
| Karl XV (1859–1872)               | -                                    | -                                        |
| Oscar II (1872–1907)              | -                                    | -                                        |
| Gustaf V (1907–1950)              | -                                    | -                                        |
| Gustaf VI Adolf (1950–1973)       | -                                    | -                                        |
| Prins Bertil (1973–1997)          | Carl XVI Gustaf (1973–)              | -                                        |
| Gustaf Piehl (1997–2001)          | -                                    | -                                        |
| Anders Fahlman (2001–2012)        | -                                    | -                                        |
| Anders Strömberg (2012–2019)      | -                                    | -                                        |
| Christer Persson (2019–)          | -                                    | -                                        |

## Kända svenska frimurare
| 1700-talet                | 1800-talet           | 1900-talet          | 2000-talet             |
| ------------------------- | -------------------- | ------------------- | ---------------------- |
| Patrick Alströmer         | William Chalmers     | Olof Werling Melin  | Lars Berghagen         |
| Carl Michael Bellman      | Pehr Dubb            | Dan Broström        | Panos Papadopoulos     |
| Elis Schröderheim         | Axel von Rosen       | Ernst Rolf          | Linus Eklund Adolphson |
| Johan Gabriel Oxenstierna | Johan Olof Wallin    | Bo Setterlind       | Hans Wallmark          |
| Gudmund Jöran Adlerbeth   | Olof Wijk d.ä.       | Martin Lönnebo      | Gunnar Axén            |
| Axel von Fersen d.y.      | Johan Albrecht Pripp | Jan Arvid Hellström | Tobias Billström       |
| Gustav Adolf Reuterholm   | Viktor Rydberg       | Anders Björck       | Tobias Forge           |
| Gustaf Mauritz Armfelt    | Ernst von Vegesack   | Bo Maniette         | Jonas Andersén         |
| Carl Adolf Boheman        | Oscar Bernadotte     | Hasse Aro           | Fredrik Andersén       |
| Olof von Dalin            | Arvid Lindman        | Thor Modéen         |                        |

## Välgörenhet
Årligen delar Svenska Frimurare Orden ut stora belopp till behövande, kulturella ändamål och till medicinsk forskning inom framför allt pediatrik och geriatrik. År 2010 gav man ca 30 miljoner kronor.

### Barnhusen
Den 9 oktober 1753 diskuterade man i logen S:t Jean Auxiliaire hur man skulle hedra prinsessan Sofia Albertinas födelse. Förslaget på att slå en medalj röstades ned till förmån för att istället samla medel till ett hittebarnshus. Förslaget stöddes av drottning Lovisa Ulrika som donerade 600 riksdaler kopparmynt. De första barnhusen i frimurarnas regi öppnades i Stockholm och Göteborg.

### Frimurarestiftelsen
Konung Gustaf V:s och Drottning Victorias Frimurarestiftelse grundades 1911 och är inriktad på de äldres behov. År 1911 uppfördes ålderdomshemmet Frimurarehemmet på Lidingö samtidigt som medel till bygget samlades in. Fram till 1980, då hemmet såldes och stiftelsen fick en ny inriktning, erbjöd man behövande äldreboende. Den nya inriktningen syftar till att stödja geriatrisk forskning och att utöva hjälpverksamhet bland äldre.  Årligen lämnas bidrag på ca 11,5 miljoner kronor varav ca 10,5 miljoner går till forskningen, fördelade på ett femtiotal anslag. Därvid prioriteras tre huvudområden:
1. Nedbrytande hjärnsjukdomar, till exempel demens, Parkinsons sjukdom och stroke
2. Hjärt- och kärlsjukdomar
3. Omvårdnadsforskning

Ett forskningsprojekt som redovisar goda resultat kan, om så beviljas, få bidrag från stiftelsen i upp till fem år. Årligen genomförs utdelningsceremonier i samverkan med frimurarsamhällena på berörda universitetsorter i Sverige samt i Helsingfors.

## Kritik
I likhet med andra frimurarordnar har även Svenska Frimurare Orden varit föremål för kritik då frimurare fällts för brott. Enligt de svenska statuterna utesluts man omgående ur Svenska Frimurare Orden om man döms för brott som kan ge fängelsestraff i minst ett år. Det svenska systemet är opolitiskt och medlemmarna får inte diskutera politik eller ekonomi.
I Sverige beskylldes frimurarna tidigare för att bland annat äta barn. Detta rykte uppstod när man i Stockholm grundade sitt första barnhus 1753. Vid den här tiden var de sociala skyddsnäten få, undermåliga eller obefintliga. Föräldralösa barn tvingades leva på gatan och togs där om hand av frimurarna som satte dem i barnhuset och gav dem grundläggande utbildning. När dessa barn inte längre syntes på gatorna, eller då ensamstående mödrar lämnade in sina barn som också "försvann", dröjde det inte länge förrän ryktet om frimurarna som barnätare uppstod.

## Tidskrifter
Sedan 1963 utger orden Frimuraren. Tidskrift för Svenska frimurare orden, en fortsättning på Meddelanden från Stora landslogen (1928–1937) och Meddelanden från Svenska frimurare orden (1937–1963). Många loger utger egna tidskrifter.

## Galleri

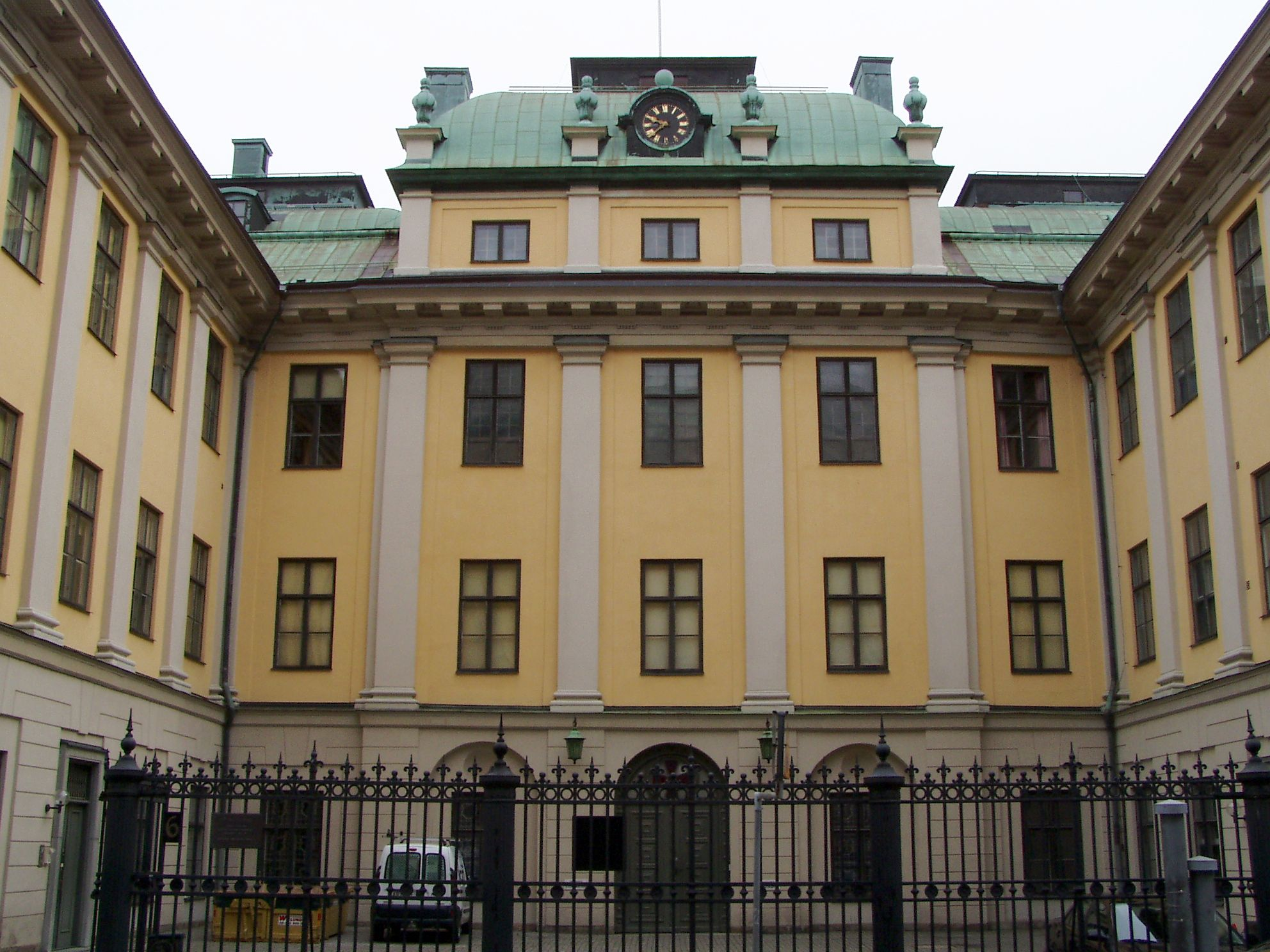
Svenska Frimurare Ordens stamhus, Bååtska palatset på Blasieholmen i Stockholm
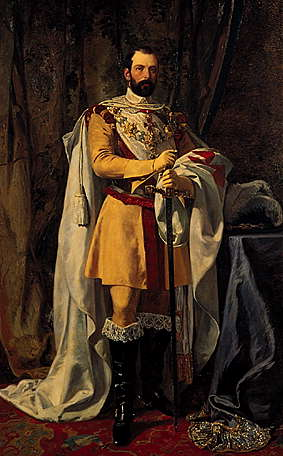
Konung Karl XV i ordensdräkt för en Riddare av Kungliga Carl XIII:s orden.
Det röda Georgskorset ovan, frimurarkorset, är en symbol som används av de frimurarordnar som arbetar enligt det svenska systemet. Korset är ett registrerat varumärke i Sverige och Norge.
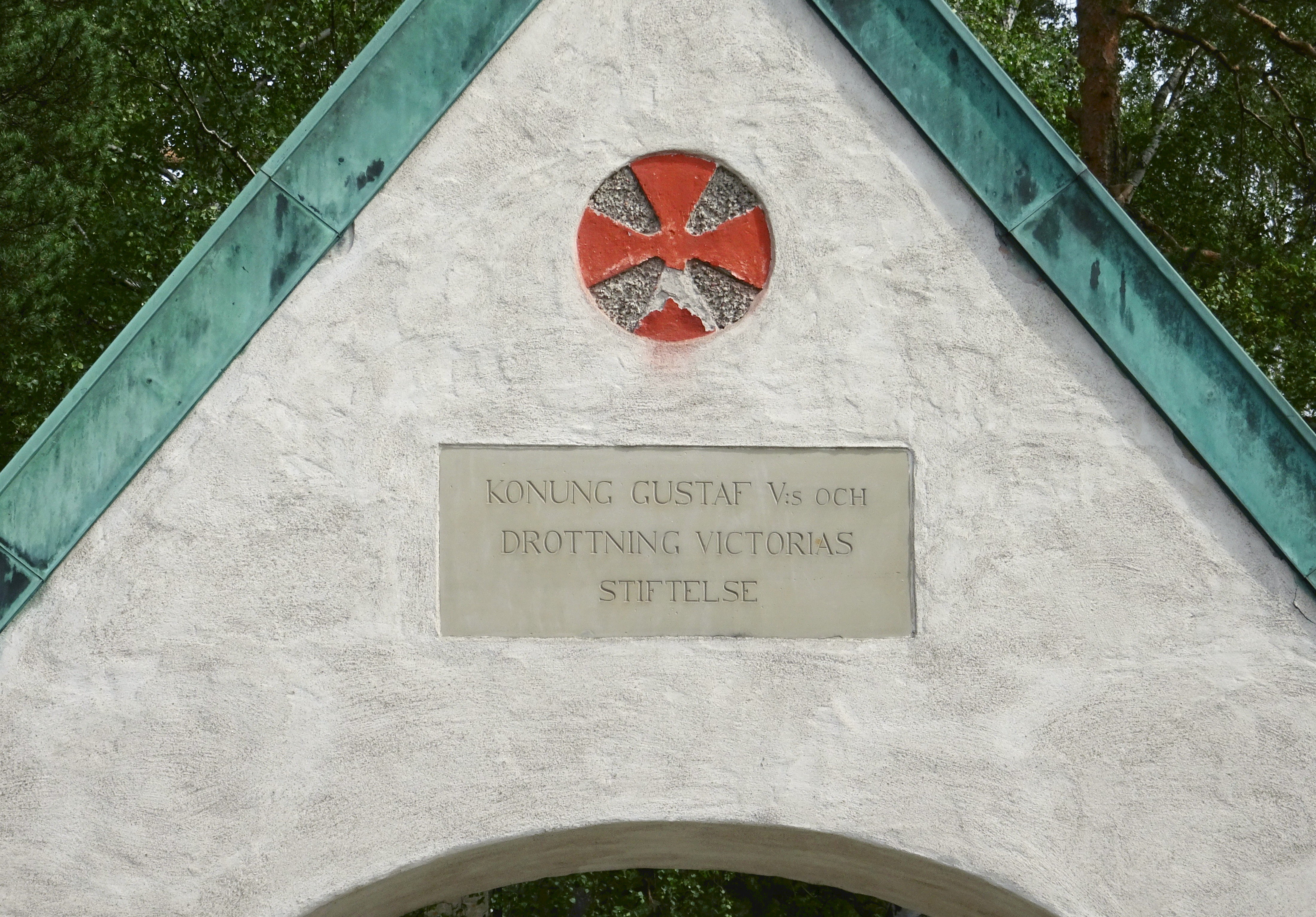
Portal med frimurarkorset och Gustaf V:s minnestavla vid Frimurarhemmet på Lidingö.